# Carl zu den drei Adlern

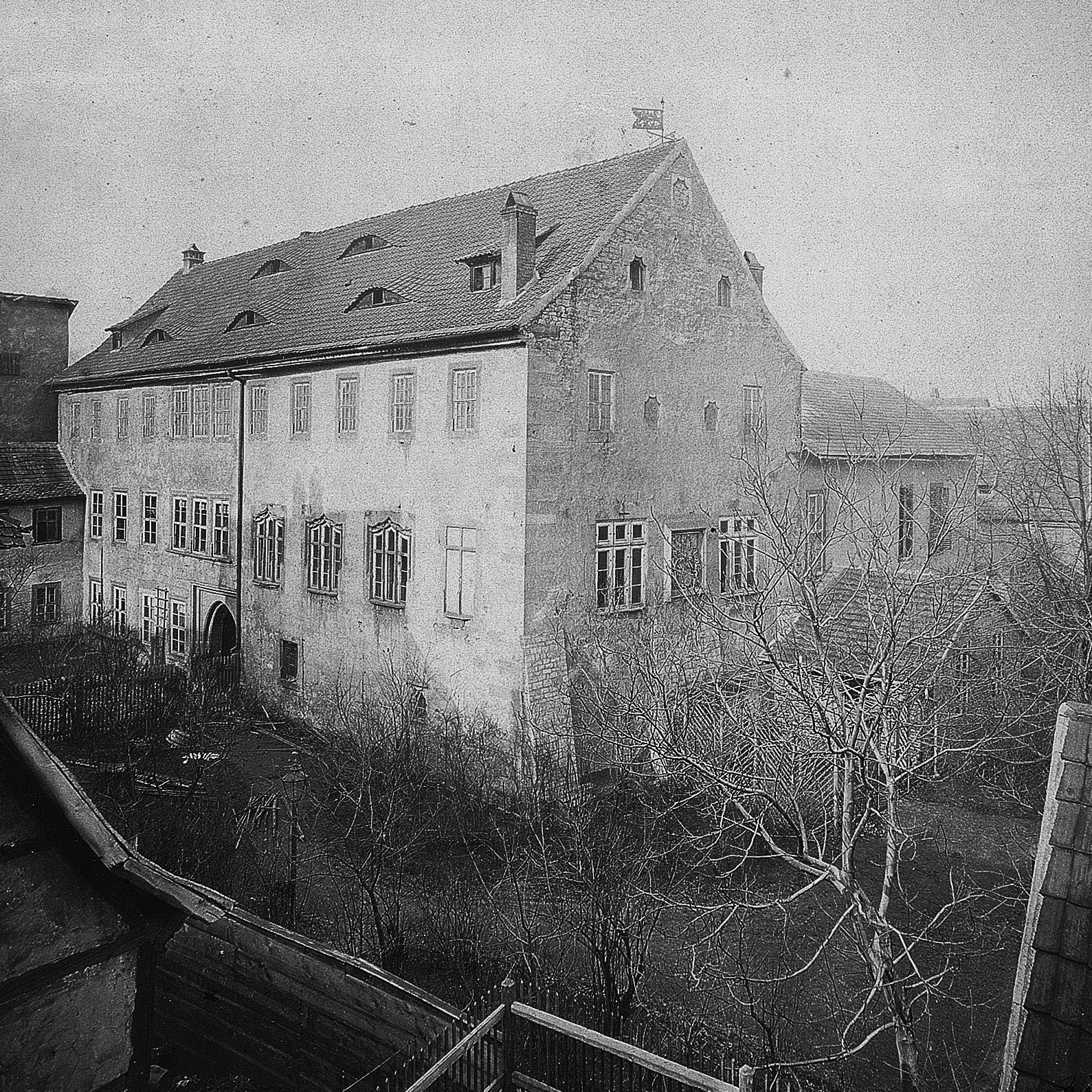
Das Haus „Zum Tournier“ um 1880, Logenhaus von 1837–1933

Carl zu den drei Adlern war eine Freimaurerloge in Erfurt, die von 1814 bis 1933 bestand.

## Vorläufer
Verglichen mit den Nachbarstädten Weimar, Gotha und anderen Residenzstädten kam es erst relativ spät und nun unter Schwierigkeiten zur Gründung einer Freimaurerloge in Erfurt.

### La Paladienne
1768 wurde die Loge La Paladienne gestiftet. Sie bestand jedoch nur kurze Zeit.

### Zu den drei Quellen
Auch der nächste Versuch währte nicht lange. Er begann damit, dass 1782 die Universität Erfurt beim Reichskammergericht eine Entscheidung erwirkt hatte, dass das 1520 von dem Hildesheimer Bürger Tilo Brandis gestiftete Sachsenkollegium der Universität, das zwischenzeitlich an die Universitäten Göttingen und Helmstedt verlegt worden war, zurück nach Erfurt kommen sollte. Leiter des Kollegs wurde Jakob Friedrich Sinnhold, Ordinarius für Philosophie. Zu dem Kolleg gehörte auch ein Hildesheimer Student, Johann Christian Rudolf Reuter, der möglicherweise von der Verlegung des Kollegs betroffen war. Er gab vor, einer altenglischen Freimaurerloge anzugehören und bot Sinnhold an, bei der Gründung einer solchen Loge in Erfurt behilflich zu sein und beim „Großpräsidenten, Vizegroßpräsidenten und den Räten des hohen Tribunals der freien und angenommenen Maurer in Deutschland“ eine „Konstitution“ zu besorgen und dann eine Bestätigung des „Tribunals der 9 Ritter“ in England einzuholen. Dieses wurde am 31. Oktober 1783 auch beantragt. Die Loge sollte Zu den drei Quellen heißen. Nachdem am 24. März 1784 eine entsprechende Urkunde mit Siegel und Zubehör zugestellt worden war, trafen sich am 30. April Sinnhold, der Medizinprofessor Johann Friedrich Weißenborn, der Juraprofessor Johann Justin Weißmantel und der Jurist Johann Weißenborn in Sinnholds Haus Eichengasse 7 zur Gründungsversammlung. Als „Installateure“ waren zudem der Student Reuter, ein Herr Rör, Kaufmann aus Hamburg, und ein Herr von der Mühlen anwesend. Der Logenname „Zu den drei Quellen“ wurde bestätigt. Als Meister vom Stuhl wurde Sinnhold gewählt. Nachdem die Rechnung der „Installateure“ über 223 Mark noch am gleichen Tage beglichen worden war, reisten die auswärtigen Herren ab. Es folgte eine weitere Rechnung über 234 Mark, die jedoch nicht mehr bezahlt wurde, da sich herausstellte, dass die „Konstitution“ mit dem Siegel von Reuter gefälscht worden war und es in England auch kein „Tribunal der 9 Ritter“ gab. Am 14. November 1786 beschloss daraufhin die Loge ihre Auflösung.

### Carl zu den drei Rädern
Nachdem der Erfurter Statthalter Karl Theodor von Dalberg, der selbst Mitglied des Illuminatenordens war, von dem Betrug erfahren hatte, machte er Sinnhold mit dem Weimarer Hofrat Johann Joachim Christoph Bode bekannt, der bereits am 12. Dezember 1786 eine neue Konstitution der Große Mutterloge des Eklektischen Freimaurerbundes vorlegte. Der Name der Loge sollte nun mit Bezug zu Dalberg und dem Wappen der Stadt Erfurt Carl zu den drei Rädern lauten. Er wurde im Einweihungsfest am 9. Februar 1787, bei dem neben Sinnhold und Bode u. a. auch der Kammerherr Hellmolt aus Gotha, Hofrat Beulwitz aus Rudolstadt sowie der Theologe Johann Joachim Bellermann teilnahmen, bestätigt. In Folge der Revolutionswirren musste jedoch auch diese Loge ihre Arbeit 1794 wieder einstellen.
Am 17. März 1803 nahm die Loge ihre Arbeit wieder auf. Sie unterstelle sich der Großen National-Mutterloge „Zu den drei Weltkugeln“ in Berlin. An der Spitze der Loge standen zunächst vor allem hohe preußische Beamte, die ihren Charakter prägten. Während der Zeit der französischen Besatzung wurden auch viele Franzosen aufgenommen. Da die Loge sich weigerte, nach der preußischen Rückeroberung Erfurts sich selbst aufzulösen, wurde sie am 20. Mai 1814 per Dekret geschlossen.

## Carl zu den drei Adlern
Am 21. Juni 1814 erfolgte eine Neugründung mit neuem Führungspersonal und dem neuen Namen Carl zu den drei Adlern. Tagungslokal war zunächst das Bischofspalais am Hermannsplatz. 1817 wurde im etwas versteckt in der Erfurter Altstadt gelegenen Haus „Zum Turnier“, Turniergasse 17, die erste Etage mit zwei Sälen, drei Zimmern, Küche und Nebenräumen angemietet. 1837 erwarb die Loge schließlich das gesamte Haus „Zum Turnier“ als Logenhaus. Da ab Mitte des 19. Jahrhunderts immer mehr Männer auch „aus industriellen und kaufmännischen Kreisen“ aufgenommen wurden, wurde das mittelalterliche Gebäude mehrfach durchgreifend umgebaut und erweitert, so 1851, 1881 und 1911. Es verfügte schließlich über mehrere, prächtig ausgestattete Säle, eine Bibliothek und kleinere Gesellschaftsräume.
1933 wurde die Loge von der nationalsozialistischen Regierung geschlossen und enteignet. Ihr Logenhaus „Zum Turnier“ wurde der Stadt Erfurt übertragen.

## Nachfolge
Bei der Wiedergründung einer Erfurter Loge im Jahr 1993 fiel bei der Namensfindung die Wahl auf den roten Riesenstern im Orion. Das Sternbild des Orion wurde bereits in der griechischen Mythologie als der Große Jäger des Himmels gesehen. Er war auch den Sumerern gut bekannt. Die Loge unter dem Namen „Alpha Ori“ konnte allerdings die schwierige Anfangszeit einer jungen Loge nicht überstehen und so schliefen die Aktivitäten nach und nach ein. Mit Einsetzung einer Deputationsloge wurde am 16. März 2008 in der Landeshauptstadt von Thüringen die Loge „Alpha Ori # 997“ wieder etabliert. Als Mutterloge fungiert die A.F.u.A.M. Loge „Hermann zur brüderlichen Einigkeit“ in Mühlhausen. Seit dem 20. September 2009 ist die „Alpha Ori“ eine ordentliche, eigenständige und gerechte Loge im Verbund der A.F.u.A.M. von Deutschland. Die Lichteinbringung wurde mit einem feierlichen Akt vollzogen.

## Bekannte Erfurter Freimaurer
- Johann Joachim Christoph Bode (1731–1793)
- Jakob Friedrich Sinnhold (um 1735–1805), Meister vom Stuhl 1782–1794
- Leopold Alexander von Wartensleben (1745–1822), Meister vom Stuhl 1803–1806
- Placidus Muth (1753–1821)
- Johann Joachim Bellermann (1754–1842), Redner 1803–1804
- Joseph Bernhard August Gebel (1772–1860), Meister vom Stuhl
- Johann Jeremias Kummer, Prediger, Gymnasiallehrer und Kinderbuchautor (1785–1859)
- Ferdinand Jühlke, Königlicher Hofgartendirektor, (1815–1893)
- Johann Justin Weißmantel, Meister vom Stuhl 1807
- Johann Friedrich Weißenborn Meister vom Stuhl 1807–1811
- Christian Werneburg, Regierungsrat, Meister vom Stuhl 1843–1854
- Adolf Scholtz, Oberregierungsrat, Meister vom Stuhl 1988–1997
- Friedrich Perrsitzky, Geheimer Postrat, Meister vom Stuhl 1897–1905
- Willibald Lusche, Stadtschulrat, Meister vom Stuhl 1905
- Georg Röhrig (1886–1969)
- Ernst Lampe (1886–1968), Mitglied 1924–1932